# Pazo de Fontefiz

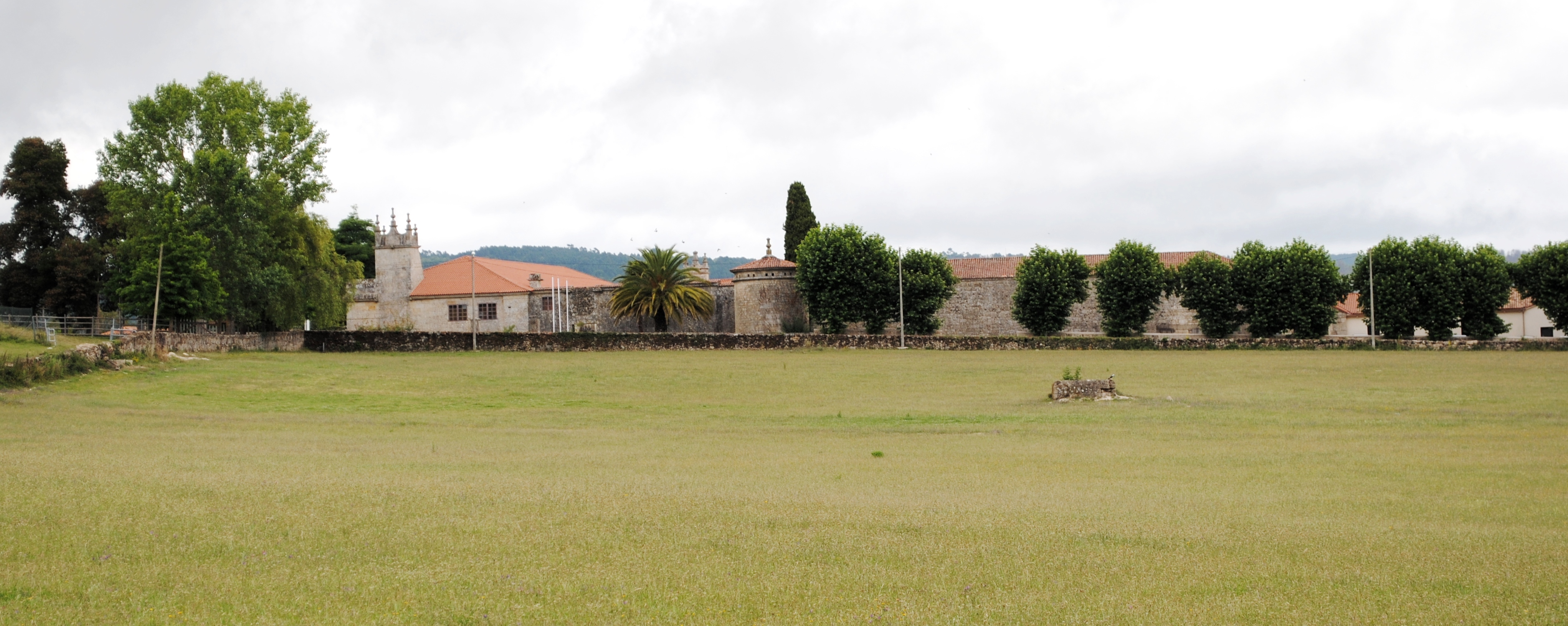
Panorámica.

El Pazo de Fontefiz, en la parroquia de Ucelle, ayuntamiento de Coles, es un pazo de estilo barroco que data de los siglos XVI, XVII y XVIII, siendo solar de una de las más ilustres casas nobiliarias de Galicia.

## Descripción

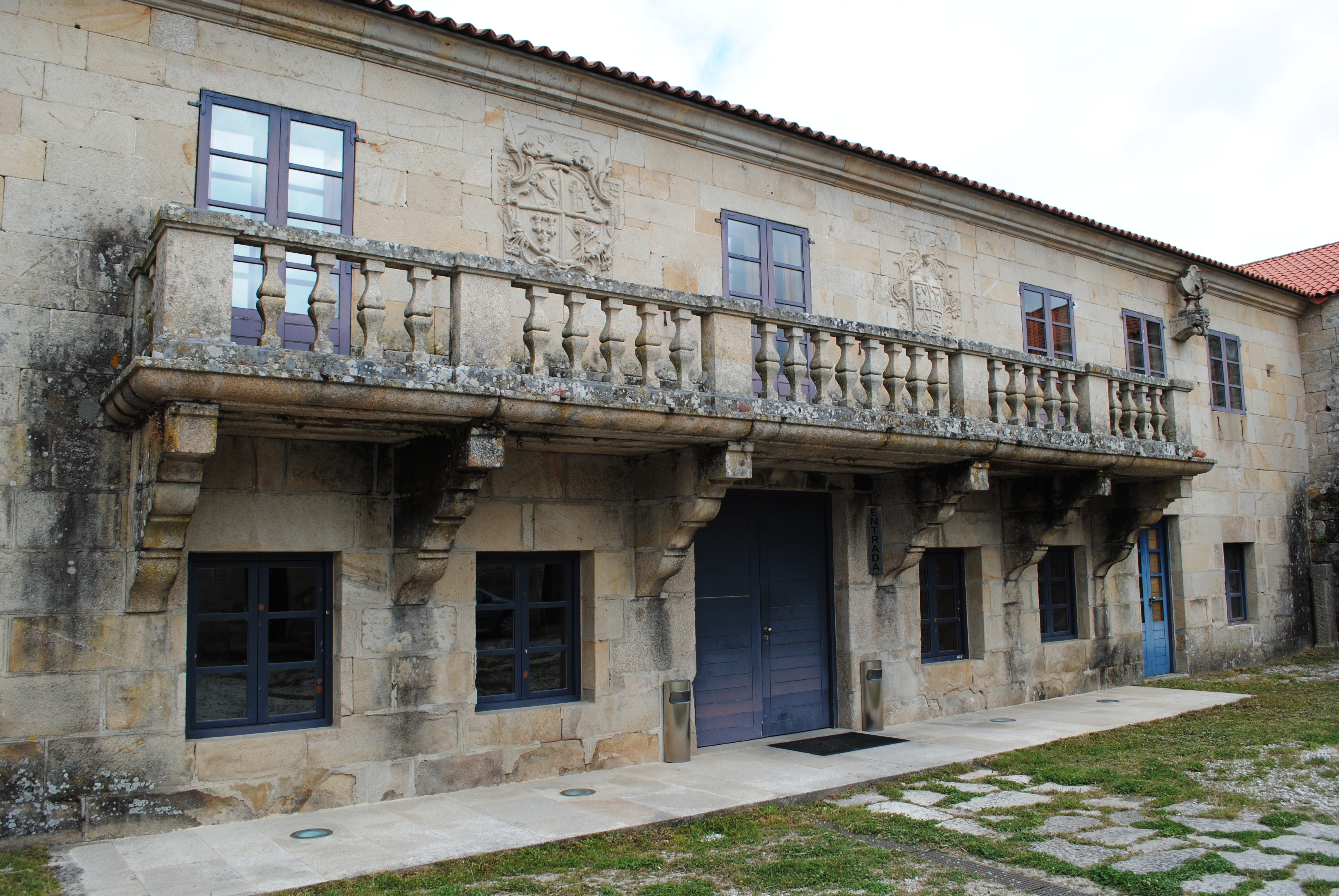
Fachada principal.

Su último propietario, llamado en gallego solariego, Pedro Ventura de Puga (diputado en varias legislaturas, procurador en cortes en 1835 y vocal y secretario de la Junta Superior del Reino de Galicia), destacó por su labor de fomento y renovación de la agricultura y ganadería gallegas, convirtiéndose así en un predecesor de la actividad a la que más tarde se dedicaría el pazo.
En la actualidad, Fontefiz es un centro de recuperación de ganado autóctono, el Centro de Recursos Zoogenéticos de Galicia, dependiente de la Consejería del Medio Rural de la Junta de Galicia, en el que se llevan a cabo experiencias ganaderas de selección con las especies de vacuno como la caldelá, limiá, vianesa y cachena.
En sus 68 hectáreas de superficie, se producen alimentos para el sostenimiento de las cabezas de ganado en las distintas fases productivas.
En 1979 el pazo fue declarado patrimonio arquitectónico de interés histórico-artístico, considerándose uno de los más importantes de Galicia por sus dimensiones, murallas y patios.